# Церква святого Михаїла (Івашковиця)
Церква святого Михаїла (Івашковиця) — церква в селі Івашковиця, Закарпатської області, пам'ятка архітектури національного значення (№ 179).

## Історія
Церква побудована в 1658 році, про що свідчить напис на одвірку (РА АХНИ). Згідно з наявною інформацією в церкві служили зокрема священники Іван Липай (у 1672 р.) та Лука Івашко (у 1682). Церква була відремонтована в 1927 році. Церква була перекрита гонтом, та 1996 р. її вкрили бляхою, а зруби зашили смерековими дошками.

## Архітектура
Церква тризрубна в плані. Рівноширокі зруби нави і бабинця побудовані з модрини, а п’ятигранний вівтарний зруб вужчий і побудований з дуба.  Зруби нави і бабинця скріплені методом "простий замок". Над бабинцем побудована низька квадратна башта з підсябиттям, без голосниць з восьмигранним високим шпилем та “фартухом” в її основі. Нава та вівтар мають коробове склепіння, а бабинець – плоске перекриття. Всі зруби вкриває двосхилий дах. До бабинця прибудований відкритий ганок, пізніше засклений.

## Дзвіниця
Біля церкви побудована  двоярусна, каркасна, дерев’яна дзвіниця з широким опасанням. Другий ярус розташований над опасанняям з відкритою галереяю та чотиригранним шатровим дахом.

## Див також
- Церква святого Миколи Чудотворця (Ізки);
- Церква Святого Духа (Колочава);
- Церква Введення Пресвятої Богородиці (Розтока);
- Церква Різдва Пресвятої Богородиці (Пилипець).